# Андерлінген
Андерлінген (нім. Anderlingen) — громада в Німеччині, розташована в землі Нижня Саксонія. Входить до складу району Ротенбург-на-Вюмме. Складова частина об'єднання громад Зельзінген.
Площа — 35,67 км2. Населення становить 844 ос. (станом на 31 грудня 2021).

## Галерея

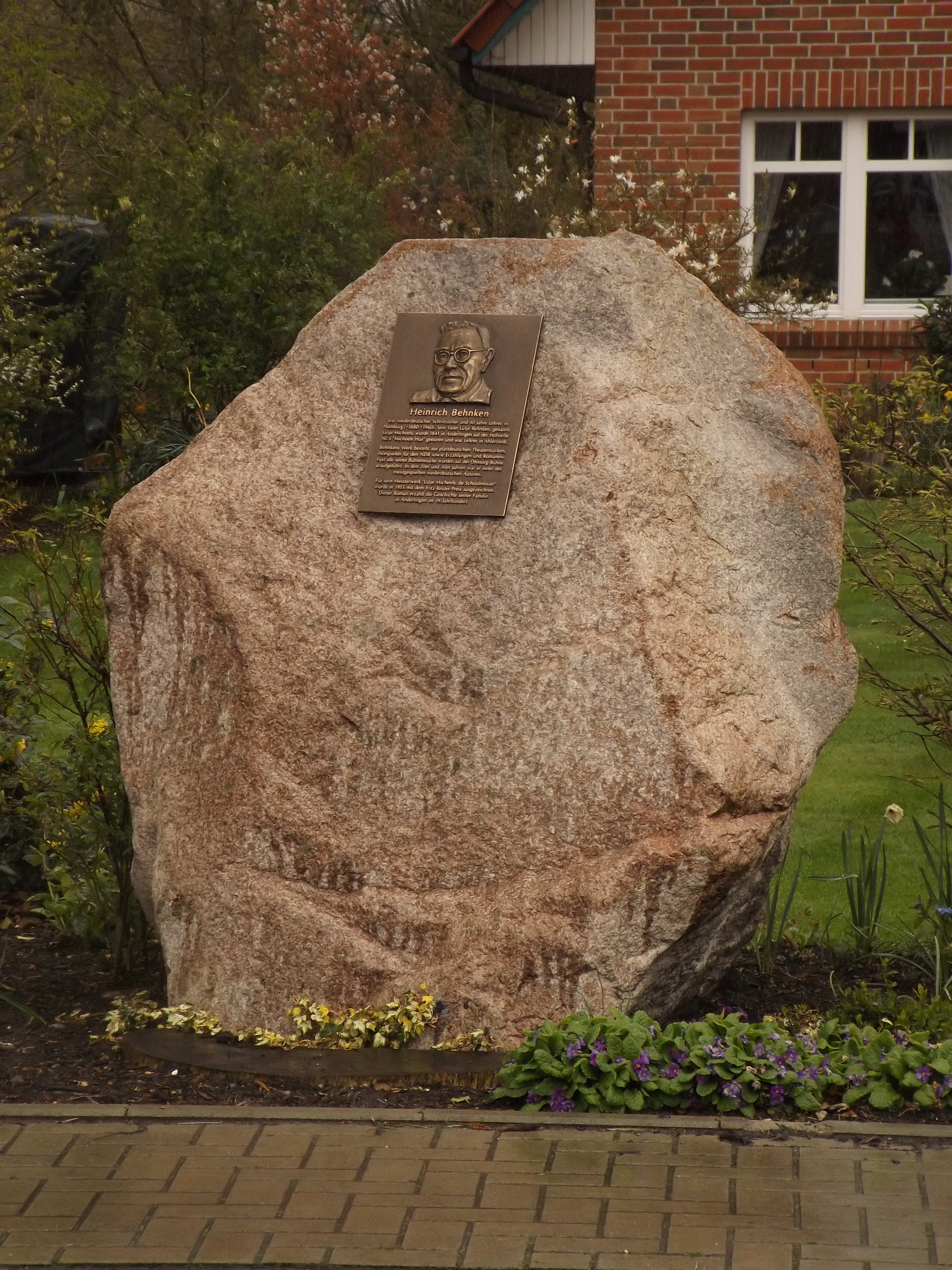
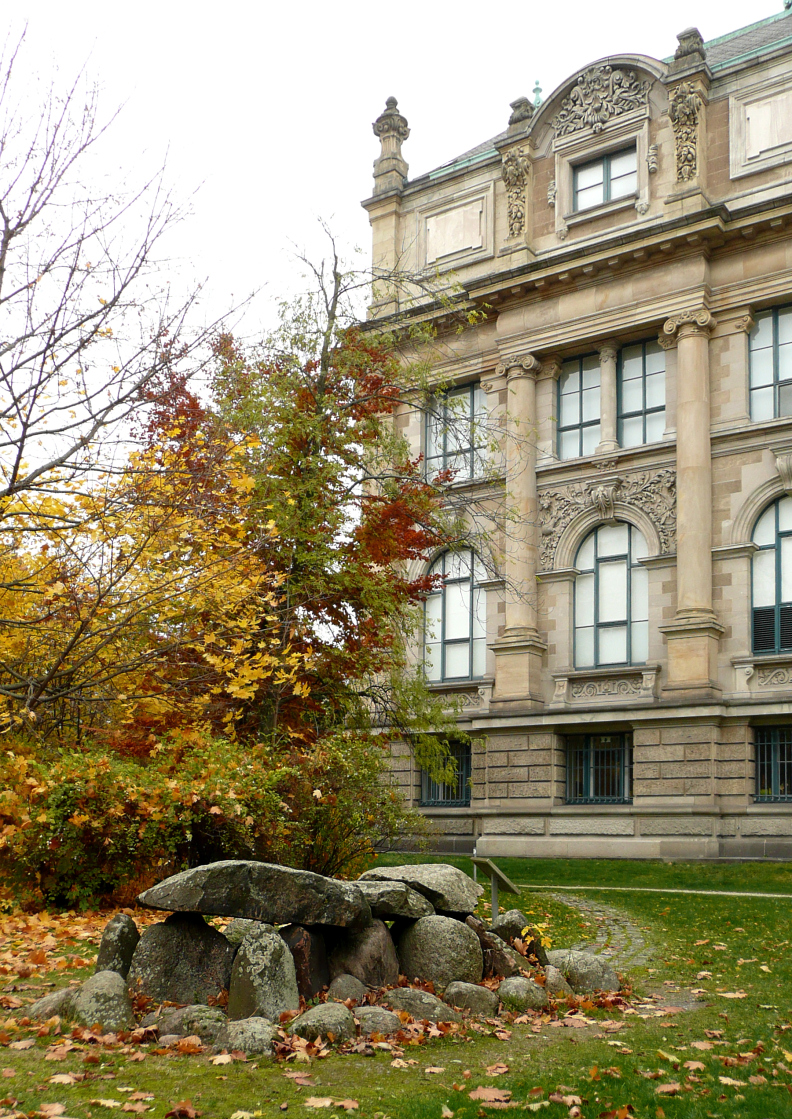